# Dobro Polje, Radovljica
Dobro Polje je naselje v Občini Radovljica.